# Campionati europei di nuoto paralimpico 2009
I Campionati europei di nuoto paralimpico 2009 sono stati la prima edizione dei Campionati europei di nuoto paralimpico, una competizione continentale di nuoto per nuotatori con disabilità. Si è svolta a Reykjavík, in Islanda, dal 18 al 24 ottobre 2009. 
È stata la prima competizione paralimpica in cui sono stati ammessi anche atleti con disabilità intellettiva dopo le Paralimpiadi di Sydney del 2000 e lo scandalo della squadra spagnola di pallacanestro per disabili intellettivi.

## Medagliere
Di seguito le prime 10 posizioni del medagliere.
| Pos. | Paese         | Oro | Argento | Bronzo | Totale |
| ---- | ------------- | --- | ------- | ------ | ------ |
| 1    | Gran Bretagna | 39  | 32      | 23     | 94     |
| 2    | Ucraina       | 29  | 15      | 17     | 61     |
| 3    | Spagna        | 16  | 19      | 16     | 51     |
| 4    | Russia        | 14  | 20      | 10     | 44     |
| 5    | Germania      | 9   | 15      | 14     | 38     |
| 6    | Svezia        | 8   | 0       | 4      | 12     |
| 7    | Francia       | 6   | 4       | 8      | 18     |
| 8    | Polonia       | 5   | 12      | 6      | 23     |
| 9    | Ungheria      | 5   | 4       | 4      | 13     |
| 10   | Paesi Bassi   | 4   | 5       | 8      | 17     |